# Kniphofia breviflora
Kniphofia breviflora là một loài thực vật có hoa trong họ Thích diệp thụ. Loài này được Harv. ex Baker miêu tả khoa học đầu tiên năm 1870.